# Kropssprog
Kropssprog er en form for ordløs (non-verbal) kommunikation og består af sammensætningen af kropsholdning, ansigtsudtryk, øjenbevægelser og gestus. Kropssproget fortolkes ofte ubevidst. Ordet "kropssprog" blev opfundet af den australske sælger, forfatter og marketingsekspert Allan Pease i begyndelsen af 1970'erne.
Kropssprog er altså en del af det  sprog, der mere eller mindre bevidst udtrykkes med vores krop og ansigtsudtryk. Kropssproget udtrykker vore indre tanker, og hvad vi synes om vores omgivelser og de mennesker, vi er sammen med.
Psykologen Albert Mehrabian fandt ved forsøg ud af, at kropssproget og den nonverbale kommunikation har den største betydning for, hvordan vi opfatter andre. Han er kendt for 7-38-55 reglen: vores opfattelse af andre og troværdigheden af det, de siger, afgøres af deres ord (7%),  betoning (38%) og kropssprog (55%). "Reglen" er en af de mest misforståede inden for socialpsykologien. Den baseres på nogle mindre forsøg først i 1970'erne, hvor deltagerne skulle give udtryk for, hvor megen vægt de lagde på enkelte dele i forbindelse med inkongruente ytringer. Dvs. om deltagerne stolede mest på ord, tone eller ansigtsudtryk, når en person f. eks sagde: "Der er ikke noget problem" og så kigger væk. 
Det er således fejlagtigt at forstå kommunikation som 93% nonverbal. Det var ikke, hvad Mehrabians forsøg konkluderede
Det var zoologen Desmond Morris, der skabte interessen for non-verbal kommunikation og kropssprog uden for forskerkredse med sin bog "The Naked Ape".

## Ekstern henvisning
- Wikimedia Commons har flere filer relateret til Kropssprog
- Kropssprog kan gøre dig bedre til dit job. Videnskab.dk